# Liste der Mitglieder des Réseau Brutus
Diese Liste ist eine Aufstellung der Mitglieder des Réseau Brutus. Das Réseau Brutus war eine Französische Widerstandsorganisation während des 2. Weltkriegs und wurde im Jahr 1941 von Pierre Fourcaud gegründet. In den Jahren 1941 und 1942 wuchs das Netzwerk stetig an und wurde im Februar 1943 im Besonderen durch das Engagement von André Boyer ein nationales Widerstandsnetzwerk. Das Netzwerk hatte mehr als 1.000 Agenten und das Hauptquartier wurde von Marseille nach Lyon verlegt. Die Tabelle erhebt keinen Anspruch auf Vollständigkeit.
| Name                                       | Ref.   | Geburtsjahr/-ort                     | Sterbejahr/-ort Todesursache                                     | Beruf                        | Anmerkungen     | Foto |
| ------------------------------------------ | ------ | ------------------------------------ | ---------------------------------------------------------------- | ---------------------------- | --------------- | ---- |
| Alexandre Bacaleinic                       | [ 1 ]  | 1907 in Izmaïl                       | 1944 in Bron (Rhône), hingerichtet                               | Ingenieur                    |                 |      |
| Lucien Barthélémy                          | [ 2 ]  | 1903 in Castelnau-de-Guers (Hérault) | 1944 in Signes (Var)                                             | Handelsvertreter             |                 |      |
| Jean-Louis Bazerque                        | [ 3 ]  | 1905 in Pau Basses-Pyrénées          | 1944 in Larroque (Haute-Garonne)                                 | Student (Medizin)            |                 |      |
| Lucien Béret                               | [ 4 ]  | 1907 in Toulouse (Haute-Garonne)     | 1943 in Toulouse                                                 | PTT-Mitarbeiter              |                 |      |
| Moritz Blanchard                           |        |                                      |                                                                  |                              |                 |      |
| Élie Bloncourt                             |        | 1896 in Basse-Terre                  | 1978                                                             | Politiker                    |                 |      |
| Pierre Bourthoumieux                       | [ 5 ]  | 1908 in Cahors (Lot)                 | 1945                                                             | Apotheker                    |                 |      |
| Jean Biondi                                | [ 6 ]  | 1900 in Sari d'Orcino (Korsika)      | 1950 in Groslay (Seine-et-Oise, Val-d'Oise)                      | Lehrer                       |                 |      |
| André Boyer                                |        | 1908 in Marseille                    | 1945 in Nordhausen                                               |                              | Leiter, Gründer |      |
| Charles Boyer                              | [ 7 ]  | 1884 in Aix-en-Provenc               | 1944 in Signes (Var), erschossen                                 | Rechtsanwalt, Kaufmann       |                 |      |
| Roger Canton                               |        |                                      |                                                                  |                              |                 |      |
| Abdon Robert Casso                         |        | 1912 in Valmanya                     | 2002 in Paris                                                    | Politiker, Ingenieur         |                 |      |
| André Clave                                |        | 1916                                 | 1981                                                             |                              |                 |      |
| Xavier Jean-Baptiste Culioli               |        |                                      |                                                                  |                              |                 |      |
| Gaston Defferre                            | [ 8 ]  | 1910 in Marsillargues (Hérault)      | 1986 in Marseille (Bouches-du-Rhône)                             | Jurist                       | Leiter          |      |
| Henri Docquiert                            | [ 9 ]  | 1919 in Laroque-d'Olmes (Ariège)     | 2000 in Paris                                                    | Professor, leitender Beamter |                 |      |
| Eugène Droulers                            |        | 1917 in Avignon                      | 1945                                                             |                              |                 |      |
| Robert Ettinghausen                        | [ 10 ] | 1911 in Paris                        | 1944 in Portes-lès-Valence (Drôme)                               | Beamter                      |                 |      |
| Boris Delocque-Fourcaud                    |        | 1904 in Pau                          | 1980                                                             | Soldat                       |                 |      |
| Pierre Fourcaud                            | [ 11 ] | 1898 in St Petersburg                | 1998 in Paris                                                    | Oberst, Beamter              |                 |      |
| Raymond Gernez                             |        | 1906 in Avesnes-les-Aubert (Nord)    | 1991 in Cambrai                                                  | Politiker                    |                 |      |
| René Glotz                                 | [ 12 ] | 1903 in Paris                        | 1944 in Saint-Laurent-de-Mure                                    | Schriftsteller, Lehrer       |                 |      |
| Victor Guillen                             | [ 13 ] | 1901 in Martigues (Bouches-du-Rhône) | 1968 in Martigues                                                | Lehrer                       |                 |      |
| Felix Guin                                 |        | 1884 in Peypin                       | 1977 in Nizza                                                    | Politiker, Jurist            | Mitgründer      |      |
| Jean Maurice Hermann                       | [ 14 ] | 1905 in Paris                        | 1988 in Chambon-sur-Cisse (Loir-et-Cher)                         | Journalist                   |                 |      |
| Ginette Kahn Bernheim                      | [ 15 ] | 1920 in Paris                        | 2000                                                             | Juristin                     |                 |      |
| Pierre Malafosse                           |        | 1913 in Béziers                      | 1993 in Agde                                                     | Unternehmer                  |                 |      |
| Alfred Martin                              |        |                                      |                                                                  |                              |                 |      |
| Raoul Mathieu                              | [ 16 ] | 1893 in Fère-Champenoise (Marne)     | 1944 in L'Épine (Marne), hingerichtet                            | Getränkeverkäufer            |                 |      |
| Daniel Mayer                               | [ 17 ] | 1909 in Paris                        | 1996 in Orsay (Essonne)                                          | Journalist, Politiker        |                 |      |
| André Merkes                               |        |                                      |                                                                  |                              |                 |      |
| Emilienne Moreau-Evrard                    | [ 18 ] | 1898 in Wingles (Pas-de-Calais)      | 1971 in Lens (Pas-de-Calais)                                     | Lehrerin                     |                 |      |
| Raymond Naves (Toulouse)                   | [ 19 ] | 1902 in Paris                        | 1944 im KZ Auschwitz (Polen)                                     | Professor, Dozent            |                 |      |
| Félix Orsoni                               | [ 20 ] | 1907 in Lyon                         | 1944 in Communay                                                 | Typograf                     |                 |      |
| Alphonse Oswald                            | [ 21 ] | 1914 in Francaltroff                 |                                                                  |                              |                 |      |
| Marcelle Parde                             | [ 22 ] | 1891 in Bourgoin                     | 1945 im KZ Ravensbrück                                           | Schulleiterin                |                 |      |
| Jaques Petit                               |        |                                      |                                                                  |                              |                 |      |
| Simone Plessis                             |        | 1913 in Dijon                        | 1945 im KZ Ravensbrück                                           | Schulsekretärin              |                 |      |
| Jacques Poupault                           |        |                                      |                                                                  |                              |                 |      |
| George Ronceray                            | [ 23 ] | 1922 in Granville                    |                                                                  | Student                      |                 |      |
| Jean Routier (Jeannot)                     |        |                                      |                                                                  |                              |                 |      |
| Pierre Sudreau                             |        | 1919 in Paris                        | 2012 in Paris                                                    | Jurist, Pilot, Politiker     |                 |      |
| Eugen Thomas                               |        | 1903 in Vieux-Condé, Nord            | 1969 in Le Quesnoy, Nord                                         | Lehrer, Politiker            | Leiter          |      |
| Jeanne-Marie Thoorens, "Charlotte Loupiac" | [ 24 ] | 1906 in Bordeaux                     | 2000 in Villenave- d'Ornon                                       |                              |                 |      |
| Albert Transler                            | [ 25 ] | 1903 in Vendeuvre-sur-Barse (Aube)   | 1942 in Mont-Valérien, Gemeinde Suresnes (Seine, Hauts-de-Seine) | Notariatsangestellter        |                 |      |
| Pelin Turrier                              | [ 26 ] | 1918 in Barcelona                    | 1944 in Ruch (Gironde)                                           | Lehrer                       |                 |      |
| Jean Valnet                                |        | 1920 in Châlons-sur-Marne            | 1995 in Vulaines-sur-Seine                                       | Arzt                         |                 |      |
| Gaston Vedel                               |        | 1899 in Carmaux                      | 1993 in Saint-Paul-Cap-de-Joux                                   | Bürgermeister                |                 |      |
| Fernand Wacheux                            |        |                                      |                                                                  |                              |                 |      |